# Gabriel Lippmann
Jonas Ferdinand Gabriel Lippmann (født 16. august 1845 i Hollerich, Luxembourg, død 13. juli 1921
) var en fransk fysiker.
Han blev tildelt Nobelprisen i fysik i 1908 for "sin metode til at reproducere farver fotografisk baseret på interferens-fænomenet."

## Karriere
Lippmann blev født i Luxemburg. Efter ungdomsstudier i Paris studerede han fysik og kemi ved de fornemmeste tyske universiteter, navnlig Heidelbergs. I 1875 vendte han tilbage til Paris, hvor han pådrog sig bredere opmærksomhed ved sin doktorafhandling om de elektro-kapillære fænomener (dvs. sammenhængen mellem hårrørsfænomener og elektricitet), som også siden var genstand for hans forskning. Samtidigt konstruerede han et kapillær-elektrometer, der vandt høj anseelse som fysisk instrument. I 1883 fulgte han Briot som lærer i sandsynlighedsregning, i 1884 blev han professor i matematisk fysik og 1886 i eksperimentalfysik ved Faculté des sciences ved Sorbonne-universitetet i Paris. Han blev han medlem af Videnskabernes Selskab i Paris, hvis præsident han blev i 1912.

## Forskning
Hans forskning førte ham i 1881 til princippet om "la conservation de l’électricité", hvilket førte til vigtige slutninger. En hel del andre arbejder faldt inden for elektricitetslærens område, således studier angående den galvaniske polarisation og den elektriske induktion (i 1889) samt opfindelsen af metoder til bestemmelse af væskers elektriske ledningsevne (i 1876) og af enheden for elektrisk ledningsmodstand (ohm; 1882). Andre arbejder (1895-1896) berørte astronomisk-fysiske spørgsmål (coelostaten og pendulet). Lippmans mest kendte arbejde, som beskæftigede ham fra 1890, drejede sig om fotografering i naturlige farver, hvilket delvist ledte til praktiske resultater og skaffede ham Nobelprisen i fysik 1908.

## Forfatterskab
Lippman udgav et par lærebøger: 
- "Cours d’acoustique et d’oplique" (1888)
- "Cours de thermodynamique" (1889).

Hans bedste forskningsarbejder blev offentliggjort i: 
- "Annales de chimie et de physique"
- "Comptes rendus de 1’Académie des sciences"
- "Journal de physique"